# アフリカオオコノハズク
アフリカオオコノハズク（阿弗利加大木葉木菟、Ptilopsis leucotis）は、フクロウ目フクロウ科アフリカオオコノハズク属に分類される鳥類。

## 分布
サハラ砂漠以南のアフリカに生息する。 

## 形態
全長は19〜24cm。英名をWhite-faced Scops Owlといわれるように、はっきりとした黒い縁どりのある真っ白い顔が特徴で羽角は長く、目は大きく橙黄色をしている。

## 生態
性格は気は強いが臆病。大変神経質な鳥である為、飼育下においてストレス死させてしまうケースもある。
状況に合わせて、羽をたたんで体を細くする、羽を広げて体を大きく見せるといった行動をとる。体を細くするのは、木に擬態して、敵から隠れてやり過ごそうとする場合。羽を広げて体を大きく見せる態勢は、もう逃げられない距離で敵に見つかってしまった場合に取るものである。
後者は死を覚悟した際の最後の抵抗とも言える最終手段であり、こうなった個体は相当なストレスを感じているものと考えてよい。脅かすなどして意図的にこの態勢を取らせるべきではない。
なお、この「体を細くして木に擬態する」行動はアフリカオオコノハズクに限らず多くのフクロウ類に共通する。

## 人間との関係
フクロウ自体は人間に懐きにくい鳥だが、その中では飼い主以外の人にも懐く場合もある、珍しい種類である。
細くなった状態でいると動物園の飼育員でも、別の動物だと間違われたりもする。